# La Souris déglinguée
Pour les articles homonymes, voir LSD (homonymie).
La Souris déglinguée, parfois typographié La Souris Déglinguée, souvent abrégé LSD, est un groupe de rock alternatif français, originaire de Versailles, dans les Yvelines. Il est constitué autour du chanteur Tai-Luc en 1976, décédé le 3 décembre 2023. Le répertoire du groupe est éclectique et se rattache aux styles punk, oi!, dub, rap et rock 'n' roll.

## Biographie

### Origines et débuts
Lors d'un entretien avec le webzine Nyark Nyark, le chanteur Taï-Luc explique les origines du groupe. En 1973, Taï-Luc était élève au lycée Hoche à Versailles, et habitait avec sa mère à Vélizy-Villacoublay. « Au lycée, je rencontre Jean-Pierre, le guitariste, on est assez proche d’un jeune homme qui n’a pas eu la chance de continuer sa scolarité, Hervé. Il y a aussi un jeune homme qui jouera de l’harmonica avec nous, Terkadec, il a une collection de disques gigantesque. J’achète ma première guitare en 1976, on a tous envie de faire du bruit ensemble. En 1977, je suis avec Jean-Pierre à Londres, on va voir un groupe de punk qui n’a pas sorti de disques, the Jam, avec 999 en première partie, au Nashville Rooms. Comme contact avec le punk anglais ce n’est pas trop dégueulasse  !! Mais en même temps, si on est impressionné par la performance, on ne l’est pas trop par la technique. On se dit, tiens ça ne paraît pas très dur à reproduire, notre niveau n’est pas très loin du leur, et vice-versa. C’était vachement encourageant. En 1978, je suis invité en Californie par des membres de ma famille vietnamienne fraîchement arrivés. Là-bas, j’ai vu des groupes punks extraordinaires. Dead Kennedys ne sont pas encore au rendez-vous, mais je vois the Avengers… »
La Souris déglinguée est formé en 1976, à Versailles, dans les Yvelines. Il s'est forgé sa réputation sur la scène, mais aussi grâce au soutien des critiques, de Laurent Chalumeau, qui, depuis le début des années 1980, dans le magazine Rock & Folk, n'a jamais cessé de le soutenir, à Philippe Manœuvre. Le groupe n'entame véritablement sa carrière qu'en 1979 avec un premier 45 tours auto-produit, Haine, Haine, Haine. L'EP traite de la zone, des révoltes de la jeunesse, de la France, et de l'Asie. Cependant, les médias s'intéresseront au groupe à l'occasion d'une bagarre interrompant un concert à l'Opéra Night, le 7 janvier 1981.
Le premier concert « officiel » de LSD est organisé à Sarcelles, dans le Val-d'Oise, en 1979, et le premier single du groupe est financé par des amis. En 1982, Taï-Luc effectue son service militaire, et le reste du groupe joue en concert sans lui. Un concert à Toulouse, toujours sans lui, sera même filmé. En 1983, le groupe introduit des cuivres, accordéon et voix féminines, comme sur l'album Aujourd'hui et Demain. C'est pendant cette année qu'ils sont rejoints par Muzo au saxophone. Encore cette même année, ils font paraître leur chanson As-tu déjà oublié ? sur la compilation W.W. quai de la gare. En mars 1983, le groupe décide d'enregistrer un nouvel album sous le titre de Aujourd’hui et demain.
En 1984, ils sortent un mini-album, intitulé La cité des anges, dernier disque dans lequel le groupe joue encore d'anciens morceaux comme Nostalgique, écrit par Taï-Luc à Pékin en 1981. En 1987, ils sont invités à jouer à l'Usine de Montreuil, en Seine-Saint-Denis. La même année, ils jouent au Zénith de Paris « pour 20 ou 30 francs l’entrée », organisé par Pierre Marty et son épouse Nguyen Duy de l’association Bigoudi Impérial. Puis ils décident de tourner en France. En 1988, ils effectuent la tournée Rock en France et changent de label, passant de Blue Silver à Musidisc. Au sein de Musidisc, LSD publie son deuxième album studio, Quartier libre.

### Années 1990 et 2000
En décembre 2005, le groupe sort Mekong, son quinzième album et, en 2006, l'album Live au Glaz'art accompagné d'un DVD. En 2009, l'album As-tu déjà oublié ? sort sur le label Clandestines. Mixés par Rémi Berger, ces tout premiers enregistrements de LSD datent de 1980.

### Années 2010
Le samedi 23 janvier 2010, le groupe fête ses trois décennies d'existence au Bataclan, boulevard Voltaire à Paris. En 2012, LSD joue au Midi festival de Shanghai et Pékin, sous le nom de Fengkuangzhishu Faguoyuedui (疯狂之鼠法国乐队). En 2014, le psycho-jazz de LSD résonne au New Morning, à la chapelle de la Maison d'arrêt de Fresnes, et au festival franco-britannique de street punk, à Boqueho.
Durant les premiers mois de l'année 2015, les concerts donnés à Toulouse, Perpignan et Chez Paulette à Toul, se présentent comme des préludes au « Musicorama lysergique » du samedi 9 mai  à l'Olympia à Paris,. Le concert sera archi-complet. La même année, début août, LSD joue aux Arènes de Fréjus en compagnie du groupe In Memoriam, un groupe d'extrême droite, provoquant une polémique ainsi qu'une incompréhension et de la déception parmi les fans du groupe. Ce faisant, alors que le groupe est programmé depuis 2014 au festival Fiesta la Mass à Rennes, sa venue est annulée par le label Mass Productions, par conviction politique, après cette représentation aux Arènes de Fréjus, une ville administrée par le Front National. Si la Souris Déglinguée s'est forgée « une image politique ambiguë pour ne pas avoir tranché entre deux camps de son public, punks et skinheads, qui ont transformé nombre de ses concerts en bagarre générale » dans une interview au Monde en 2020, Tai-Luc tenait à préciser qu'il portait le crâne rasé, « plus façon moine que skinhead ».

### Années 2020
Tai-Luc meurt à Paris le 3 décembre 2023 d’un arrêt cardiaque, après avoir manutentionné des livres entre son domicile et sa cave pendant plusieurs jours, dans le cadre du déménagement forcé des bouquinistes de la Bastille et des bords de Seine en vue des Jeux olympiques d'été de 2024, dont il avait rejoint la contestation et participait aux actions. Son décès met définitivement un terme aux activités de La Souris Déglinguée après 47 années d'existence officielle.

## Membres
De ses débuts, en 1976, jusqu'au années 2010, plusieurs formations de musiciens (guitaristes, bassistes, batteurs, saxophonistes et chanteurs) se font et se défont autour de Taï-Luc, chanteur, compositeur, parolier, guitariste et leader du groupe. Dans sa version classique, le line-up est le suivant :
- Tai-Luc (Nguyen Tan Tai-Luc) : Voix principale, guitare
- J-P (Jean-Pierre Mijouin) : Guitare, voix
- Muzo (Michel Gefflot) : Saxophone, cuivres, chœurs, phrasé rap
- Rikko (Michel Ricard) : Basse, voix
- J-C (Jean-Claude Dubois) : Batterie

## Discographie

### Compilations
- 1983 : Studio W.W. 91 quai de la gare (avec le titre As-tu déjà oublié ?)
- 1985 : Les héros du peuple sont immortels (avec le titre Aucun regret)
- 1987 : Mon grand frère est un rocker (avec le titre Jeunes seigneurs (nouvelle version))

- 1992 : I Only Play R'n'R for Kids to Dance : A Tribute to Johnny Thunders (avec le titre La fille de New-York)

### Vidéographie
- 1989 : Quartier libre
- 1990 : Paris aujourd'hui
- 1992 : À Rangoon À Lhasa
- 1994 : Parti de la jeunesse
- 1995 : Vénales fiançailles
- 1996 : Princesse de la rue
- 1997 : Hong-Kong
- 2003 : Bataklang
- 2004 : Concert à la piscine de Toulouse (1982)
- 2005 : Profite de la guerre
- 2005 : Saigon Dep lam
- 2005 : Clandestines
- 2005 : Esprit du delta
- 2006 : Concert au Glaz'art